# John Lewis Hall

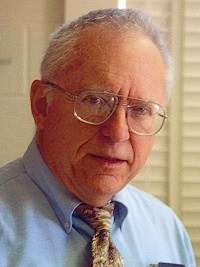
John L. Hall

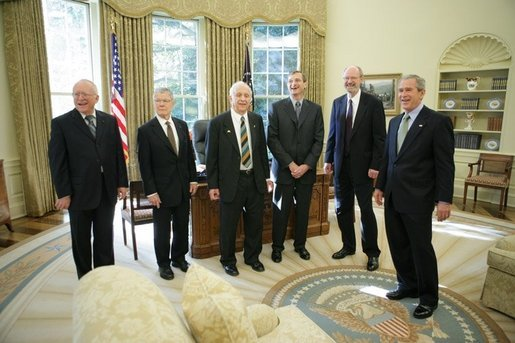
George W. Bush trifft fünf Nobelpreisträger von 2005. John L. Hall steht ganz links.

John Lewis Hall („Jan“ Hall; * 21. August 1934 in Denver, Colorado) ist ein US-amerikanischer Physiker an der University of Colorado at Boulder. Er befasst sich mit Laserspektroskopie und erhielt 2005 den Nobelpreis für Physik.
Hall studierte am Carnegie Institute of Technology in Pittsburgh und machte dort seinen Bachelor of Science 1956, seinen Master 1958 und promovierte schließlich 1961 in Physik. Er ging 1964 an die University of Colorado und das NIST in Boulder. 1973 wurde er Fellow der American Physical Society. Hall ist seit 1984 Mitglied der National Academy of Sciences.
Er entwickelte ein Verfahren zur Frequenzstabilisierung von Farbstofflasern (Pound-Drever-Hall-Verfahren) und eine Methode zur Wellenlängenmessung bei Lasern (Lambdameter).
Im Jahr 2005 erhielt Hall zusammen mit Roy J. Glauber und Theodor Hänsch den Nobelpreis für Physik, wobei Hall und Hänsch jeweils ein Viertel und Glauber die Hälfte des Preises verliehen bekamen. 1984 erhielt er den Charles Hard Townes Award, er erhielt den Einstein-Preis für Laserforschung, Davisson-Germer-Preis, den Samuel W. Stratton Award, E. U. Condon Award, die Frederic Ives Medal und den Max Born Award. Er ist Ehrendoktor der Universität Paris-Nord und Glasgow und Mitglied der Ehrenlegion.

## Schriften
- mit K. M. Evenson, R. L. Barger, J. S. Wells, G. W. Day, F. R. Petersen, B. L. Davidson: The speed of light from direct frequency and wavelength measurements of the methane-stabilized laser,  Phys. Rev. Lett., Band 29, 1972, S. 1346
- mit S. A. Lee: Interferometric real time display of CW dye laser wavelength with sub-Doppler accuracy, Appl. Phys. Lett., Band 29, 1976, S. 367
- mit J. J. Snyder, T. Baer, L. Hollweg: Lambda meter resolution enhancement using a novel frequency meter, Conference on Lasers and Electro-Optics, Washington D.C. 1981
- mit Jun Ye, Steven Cundiff: Lineale aus Licht, Spektrum der Wissenschaft, August 2009